# Wilson Fittipaldi Júnior
Wilson Fittipaldi Júnior (n. 25 decembrie 1943, São Paulo, Brazilia – d. 23 februarie 2024, São Paulo, Brazilia) a fost un pilot de Formula 1. De-a lungul carierei a luat startul în 35 de curse, niciuna din pole-position. Nu a câștigat nicio cursă și nu a terminat niciodată pe podium, acumulând 3 puncte în întreaga activitate ca pilot de Formula 1.